# Palmeira Futebol Clube
Il Palmeira Futebol Clube, noto anche semplicemente come Palmeira, è una società calcistica brasiliana con sede nella città di Goianinha, nello stato del Rio Grande do Norte.

## Storia
Il club è stato fondato il 23 giugno 1959. Il Palmeira ha terminato al secondo posto nel Campeonato Potiguar Segunda Divisão nel 2010, ottenendo la promozione nella massima divisione statale dell'anno successivo.

## Palmarès

### Competizioni statali
- Campeonato Potiguar Segunda Divisão: 2

2018, 2020